# Hemistola subcaerulea
Hemistola subcaerulea là một loài bướm đêm trong họ Geometridae.